# Regelbau
Der Begriff Regelbau bezeichnete ein standardisiertes Bunkerbauwerk des deutschen  Westwalls und des Atlantikwalls.
Durch die Standardisierung der Bauwerke wollte das deutsche Militär mehrere Dinge erreichen:
1. Erprobte Ausführungen beim Bunkerbau sollten eingehalten werden
2. Vereinfachte Fertigung großer Stückzahlen von z. B. Panzerungs- und Lüftungsteilen und vereinfachte Bestellung bei der produzierenden Industrie
3. Vereinfachte Erkundung von Bauplätzen im Hinblick auf die strategische Lage
4. Erleichterung der Bauausführung
5. Erleichterter Materialnachschub zur Baustelle

## Umfang der Standardisierung
Die Heeresleitung begann schon 1933 mit der Herausgabe der „Vorschrift zum Bau ständiger Befestigungsanlagen“ (B. st. B.). Hierin wurden neben allgemeinen Vorschriften auch ganz spezifische Vorschriften zu den zu verwendenden Panzerungsteilen (P-Teile) und Lüftungsteilen (ML-Teile) erlassen. Der wichtigste Aspekt der Standardisierung war die Ausbaustärke. Ausbaustärke bezeichnet die Wand- und Deckenstärke des Bauwerks. In den vier Jahren des Baus des Westwalls wurden immer wieder Änderungen an den Listen der zu verwendenden Teile vorgenommen. Grund war eine sich ständig weiterentwickelnde Waffentechnik sowie die Verfügbarkeit von Panzerungsteilen und Rohstoffen (Stahl) im Allgemeinen.
Ausbaustärken (Wand- und Deckenstärke):
- A = 3,5 Meter
- A1 = 2,5 Meter
- B neu = 2,0 Meter
- B alt = 1,5 Meter
- B 1 = 1,0 Meter
- C = 0,6 Meter
- D = 0,3 Meter

## Entwicklung der Regelbauten von 1936 bis 1940

Beispiele für Regelbauten, die beim Bau der Neckar-Enz-Stellung zur Anwendung kamen

Nach der Besetzung der linksrheinischen Gebiete konnten die Festungspioniere zum Baubeginn des Westwalls 1936 auf einige Erfahrung im Bunkerbau zurückgreifen. Unter Einhaltung der Versailler Verträge entstanden vor 1936 schon die Wetterau-Main-Tauber-Stellung und die Neckar-Enz-Stellung. Als 1936 nun mit dem Bau des Westwalls begonnen wurde, fanden die in den beiden Vorgängerstellungen zur Ausführung gekommenen Bautypen zuerst Verwendung. Aus den schon vorhandenen Plänen entwickelten die Festungspioniere schnell verbesserte Bauwerke, die ab 1937 zur Ausführung kamen. Dieses Bauprogramm trug dann auch den Namen Pionier-Bauprogramm und zeichnete sich durch Bauwerke in der Ausbaustärke B1 aus. Da die Ausbaustärke der ausgeführten Bauwerke bald als zu schwach erachtet wurde und es eine große und dadurch verwirrende Anzahl an Regelbauten gab, wurden ab 1938 neue Regelbauten wie der Regelbautyp 10 entwickelt und ausgeführt. Diese Bauwerke zeichneten sich vor allem durch eine Vereinfachung und Reduzierung der Regelbautypen aus. Das Bauprogramm erhielt den Namen Limes-Programm. Neu war auch, dass mit der Bauausführung nicht mehr die Festungspioniere betraut waren, sondern die Organisation Todt (OT), die Hitler die von ihm gewünschte Menge an Bauwerken zusicherte. Die Planungen zum Limes-Programm sahen die Einbeziehung der Städte Aachen und Saarbrücken noch nicht vor. Sie lagen also vor der Befestigungslinie. Das sollte sich im Jahre 1939 mit dem Aachen-Saar-Programm ändern. Für das Bauprogramm ab 1939 wurden wiederum neue Regelbautypen entworfen und die Ausbaustärken erhöht. Es sollten nun nur noch Bauwerke in B neu und A errichtet werden. Mit dem Ausbruch des Zweiten Weltkriegs am 1. September 1939 änderten sich auch die Prioritäten beim Westwallbau. Durch eine neuerliche Verknappung der Rohstoffe kam es nochmals zu einer Neuentwicklung von Regelbauten, den so genannten Kriegsregelbauten. Nach den „üppigen“ Regelbauten des Aachen-Saar-Programms dominierten im letzten Bauprogramm Regelbauten, die unter massiven Sparzwängen litten. So waren keine Beobachtungsglocken und Flankierungsanlagen mehr vorgesehen und die Räume wurden kleiner.

## Regelbauten am Atlantikwall 1940 bis 1944
Nach dem Sieg über Frankreich im Westfeldzug wurden für den Atlantikwall insgesamt 10.206 Bunker gebaut. Aus Effizienzgründen wurden auch hier von den verschiedenen Waffengattungen Standard- bzw. Regelbauten entwickelt, die meisten Gebäude entstanden nach diesen Plänen. So wurden vom Heer neben Vorläufertypen, die eigentlich nur für den Westwall geplant waren, die Heeres-Regelbauten der 600er und 700er Serie gebaut. Die Waffengattung bedingte die Bewaffnung der einzelnen Anlagen, so wurde das Würzburg-Radar von der Luftwaffe betrieben, die besonders schweren Geschützbatterien und die Seezielbatterien oft von der Marine. Die einzelnen Regelbauten wurden als Module errichtet, in Schutzzweck und der Topografie angepasster Anordnung. So standen etwa die Seezielbatterien nahe dem Strand, die Feuerleitstellen erhöht und die Munitions- und Mannschaftsanlagen weiter nach hinten gerückt. Verbunden waren die einzelnen Module entweder durch mehr oder weniger befestigte Schützengräben und teilweise durch gedeckte Wege oder Hohlgänge.